# La Charce
La Charce é uma comuna francesa na região administrativa de Auvérnia-Ródano-Alpes, no departamento de Drôme. Estende-se por uma área de 9,43 km². Em 2010 a comuna tinha 32 habitantes (densidade: 3,4 hab./km²).